# King’s College Chapel

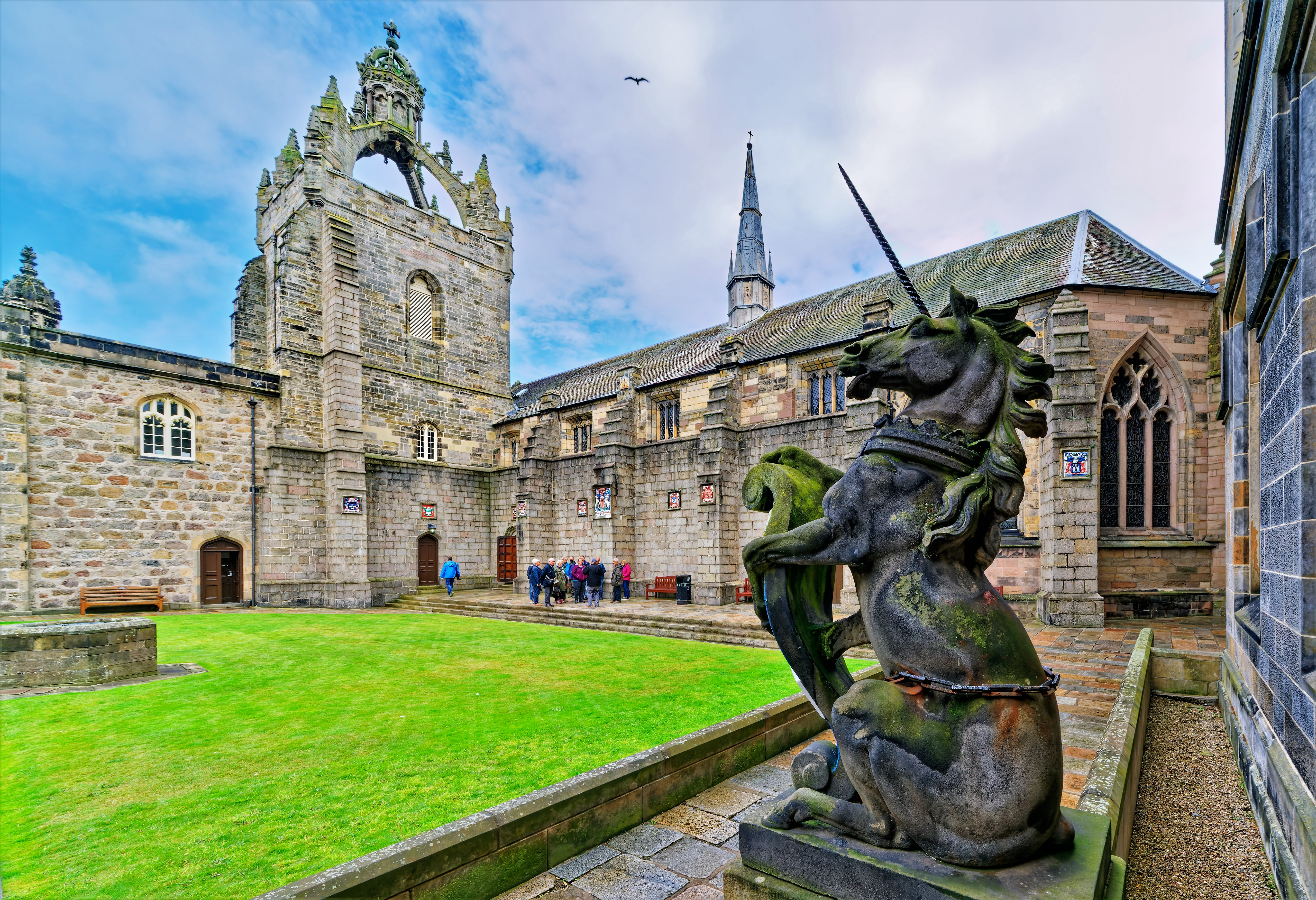
Blick aus dem Innenhof (Südfassade)

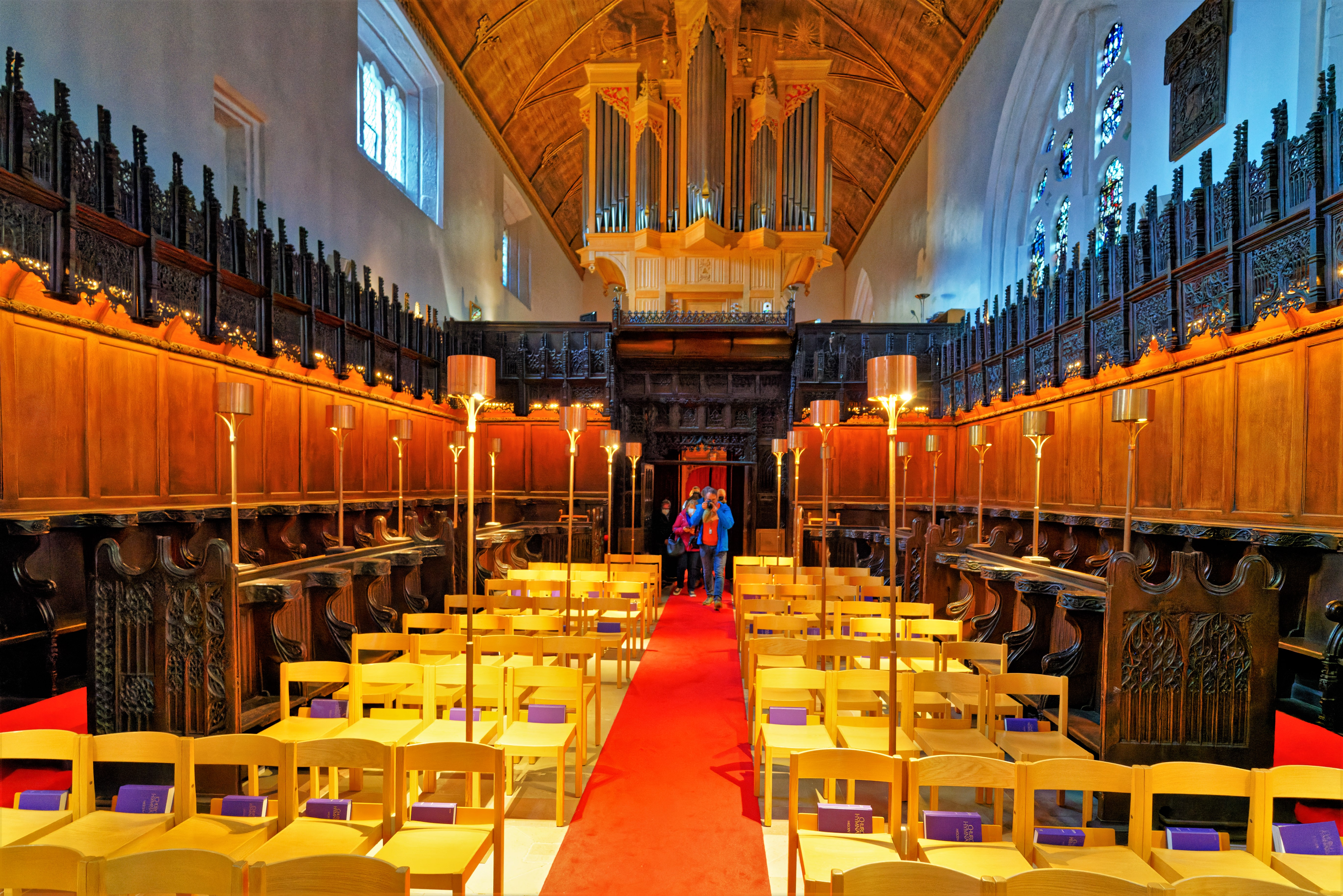
Blick aus dem Chorraum

Die King’s College Chapel ist ein Kirchengebäude in der schottischen Stadt Aberdeen. 1967 wurde das Bauwerk in die schottischen Denkmallisten in der höchsten Denkmalkategorie A aufgenommen. Das vor der Kapelle befindliche Kenotaph Bischof Elphinstones ist separat als Kategorie-A-Denkmal klassifiziert. Beide Bauwerke sind außerdem Teil eines umfassenden Denkmalensembles der Kategorie A.

## Geschichte
Das der Jungfrau Maria geweihte King’s College wurde 1494 installiert. Es ist heute Teil der University of Aberdeen und deren Keimzelle. Der Bau der King’s College Chapel wurde um 1500 begonnen. Eine in das Mauerwerk eingelassene Tafel weist das Baujahr 1504 aus. Das Bleidach wurde 1506 fertiggestellt. 1633 ging die abschließende Krone des Glockenturms in einem Sturm verloren. Im Folgejahr wurde sie ersetzt. Den Entwurf lieferte der Medizinprofessor George Thomson. Die Dachhaut des steilen Bleidachs des Dachreiters wurde 1655 durch William Scot erneuert. Die sich an der Südseite fortsetzenden Gebäude wurden später abgetragen und daraufhin wurde 1775 die Südfassade neu aus Granitquadern aufgemauert. Mit der Restaurierung und Überarbeitung 1873 wurde Robert Matheson betraut. Robert Rowand Anderson führte weitere Arbeiten zu Beginn der 1890er Jahre aus.

## Beschreibung
Die King’s College Chapel steht auf dem historischen Campus des King’s College nördlich des Zentrums von Aberdeen zwischen der High Street und der King Street (A956). Die umgebenden historischen Gebäude und auch die modernen Crombie Halls sind ausnahmslos denkmalgeschützt. Der 37,4 m × 8,5 m messende Körper der Saalkirche ist sechs Achsen weit. Entlang der Nordfassade und der kurzen Apsis sind große Maßwerke eingelassen. Die Südfassade ist hingegen nur mit kleinen Fenstern im Obergaden ausgeführt. Strebepfeiler gliedern die Fassaden vertikal. Der 30,2 Meter hohe Glockenturm schließt sich an der Südwestseite an. Er schließt mit einer Steinkrone.

## Elphinstone Monument

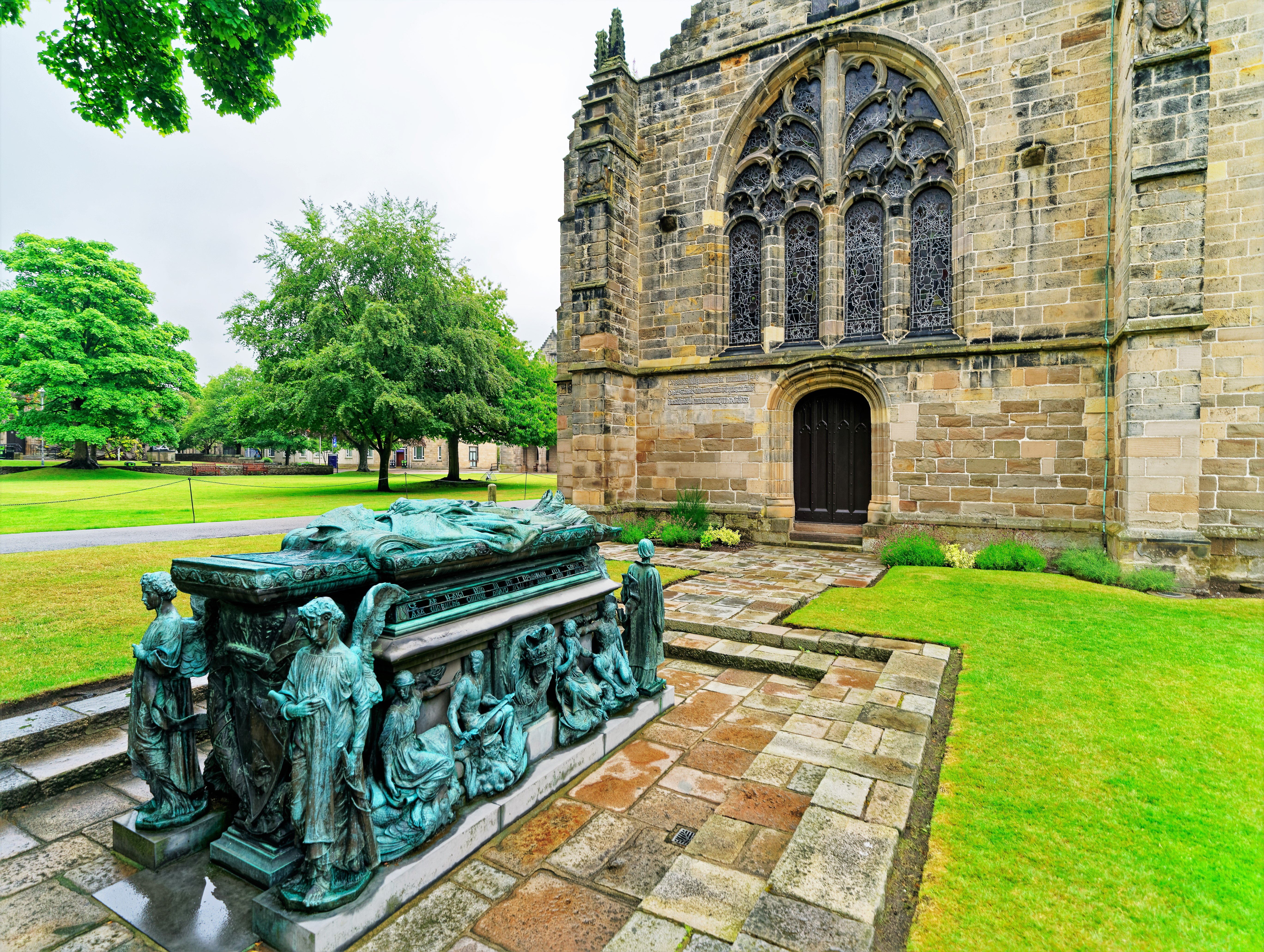
Elphinstone Monument

Das Kenotaph des 1514 verstorbenen Bischofs von Aberdeen William Elphinstone ist der Kirche westlich vorgelagert. Das Bronzemonument wurde 1926 von Harry Wilson geschaffen. Es ist im Stile eines Prunkgrabes ausgestaltet und figural skulpturiert.